# Emilian (Vorname)
Emilian ist ein männlicher Vorname.

## Herkunft und Bedeutung
Beim Namen Emilian handelt es sich um eine rumänische und polnische Variante des römischen Cognomens Aemilianus, das seinerseits auf den Namen Aemilius, deutsch Emil, zurückgeht.
→ siehe auch: Emil

## Verbreitung
Der Name Emilian ist in Polen mäßig beliebt und hat sich im letzten Drittel der Top-200 der Vornamenscharts etabliert. Im Jahr 2021 belegte er Rang 179 der Vornamenscharts.
Auch in Rumänien und der Republik Moldau ist der Name verbreitet.
In Deutschland wird Emilian seit Mitte der 2000er Jahre regelmäßig vergeben. Er befindet sich im Aufwärtstrend, wird jedoch nach wie vor eher selten vergeben. Im Jahr 2021 belegte er Rang 125 der Vornamenscharts.

## Varianten
- Bulgarisch: Емилиян Emilijan
- Französisch: Émilien
- Italienisch: Emiliano
  - Latein: Aemilianus
- Russisch: Емельян Emeljan, Jemeljan
- Spanisch: Emiliano
- Tschechisch: Emilián

Für weibliche Varianten: siehe Emiliana#Varianten

## Namensträger
- Emilián Božetěch Glocar (1906–1985), tschechisch-amerikanischer Priester und Künstler
- Emilian Bratu (1904–1991), rumänischer Chemieingenieur
- Emilian Dobrescu (* 1933), rumänischer Politiker
- Emilian Dolha (* 1979), rumänischer Fußballspieler
- Emilian Kowcz (1884–1944), rumänischer Priester und Märtyrer, siehe Omeljan Kowtsch
- Emilian Metu (* 2003), österreichischer Fußballspieler
- Emilian Sichkin (* 1954), amerikanischer Komponist
- Emilijan Stanew (1907–1979), bulgarischer Schriftsteller
- Emilian Wojucki (1850–1920), rumänischer Priester und Moraltheologe
- Emilian von Źernicki-Szeliga (1826–1910), preußischer Offizier
- Jemeljan Iwanowitsch Pugatschow, Kosakenführer, Rebell gegen Katharina II.
- Max Emilian Verstappen, niederländisch-belgischer Automobilrennfahrer